# تيتسوؤو غوتو
تيتسوؤو غوتو (後藤 哲夫 غوتو تيتسوؤو) (10 أغسطس 1950 - 6 نوفمبر 2018)، ممثل ياباني.

## أدواره في الأنمي

### مسلسلات أنمي تلفزيونية
- ون بيس - هانيابال، دون كيهوتي ميوسغارد، لاو جي
- دراغون بول سوبر - غواسو
- خادم الصفر - ديرفلينغر، سكارون
- خادم الصفر: فارس القمرين - ديرفلينغر، سكارون
- خادم الصفر: رقصة الأميرات - ديرفلينغر، سكارون
- خادم الصفر F - ديرفلينغر
- حفيد نوراريهيون - غانغي كوزو
- كادو و الجواب الصحيح - تيتسوتو ميفوني
- برنسس برنسبل - النبيل هوريكاوا
- شينيا! تينساي باكابون - محافظ
- أكامي غا كيل! - الراوي
- هنتر x هنتر (2011) - بيزيف
- ديث نوت - ديليدابلي
- غزو! فتاة الحبار - مارتن
- سول إيتر - واتسون
- جبهة حاجز الدم - شيبوروبا

## أدواره في الدبلجة اليابانية
- البحث عن نيمو - ناجي
- أبطال خارقون - دانا
- فندق ترانسيلفانيا - كواسيمودو
- تذكار - تيدي
- المتحولون - رون ويتويكي
- المتحولون: ثأر الهاوي - رون ويتويكي
- المتحولون: الجانب المظلم للقمر - رون ويتويكي

## وصلات خارجية
- تيتسوؤو غوتو على موقع IMDb (الإنجليزية)
- تيتسوؤو غوتو على موقع ميوزك برينز (الإنجليزية)
- تيتسوؤو غوتو على موقع قاعدة بيانات الفيلم (الإنجليزية)
- تيتسوؤو غوتو على موقع ANN person (الإنجليزية)